# Ahmarian
Het Ahmarian is een archeologische cultuur gedateerd van 46.000 tot 42.000 BP in de Levant, dat wil zeggen in Israël, Palestina, Libanon, Syrië, Jordanië en de Sinaï (Egypte).
Het Ahmarian wordt toegeschreven aan de vroege moderne mens, en de lithische industrie wordt beschouwd als aan het begin van het laatpaleolithicum staande. De splijting van stenen met de Levalloistechniek van het Moustérien werd nog steeds beoefend, maar was veel minder belangrijk dan de seriële productie van klingen vanaf eenzelfde kernsteen. 
Karakteristiek voor het Ahmarian zijn de El-Wad-punten. Bij Ksar Akil werden doorboorde schelpen gevonden, die waarschijnlijk gebruikt zijn als hangers.

## Menselijke resten
In niveau XVII van Ksar Akil werd een compleet skelet van een juveniele Homo sapiens ontdekt (Ksar Akil 1, ofwel "Egbert"). Deze was 7-9 jaar oud bij overlijden, en het kleine formaat suggereert dat het misschien een jong meisje was. Het fossiel was bedekt met opgestapelde stenen en leunde tegen de wand van de abri, wat kan duiden op een opzettelijke begrafenis. Het skelet kon vrij nauwkeurig worden gedateerd omdat het werd geassocieerd met schelpen: in 2013 gaven radiokoolstofdatering van 20 schelpen een leeftijd tussen 40.800 en 39.200 jaar BP. Een andere datering die in 2015 werd voorgesteld, gaf 43.000 jaar BP.

## Belangrijke sites
- Erq el-Ahmar, Palestina
- Ksar Akil, Libanon
- Yabrud II-III
- El-Wad
- Kebara
- Grot van Üçağızlı in Hatay, met veel beenderen gereedschappen en doorboorde schelpen
- Umm el Tlel, Syrië
- Qafzeh